# Riidaküla
Riidaküla – wieś w Estonii, w prowincji Hiuma, w gminie Emmaste.